# غلي (لاعب كرة قدم)
غلي (بالإسبانية: Geli)‏ هو لاعب كرة قدم إسباني في مركز الوسط، ولد في 15 فبراير 1968 في سانتاندير في إسبانيا. لعب مع راسينغ سانتاندير وريال سرقسطة وسيلتا فيغو ونادي إكستريمادورا.